# Garidella
Garidella es un género con cinco especies de plantas caducas de la familia Ranunculaceae, nativa del sur de Europa, centro y sudoeste de Asia. 

## Descripción
Son hierbas anuales. Hojas divididas. Flores solitarias, actinomorfas. Perianto formado por 2 envolturas; la externa, de piezas (sépalos) no petaloideas, caducas, libres; la interna, de piezas nectaríferas (pétalos) claramente mayores. Carpelos 2-3, soldados por su parte inferior. Folículos con estilos casi nulos, dehiscentes por ambas suturas.

## Taxonomía
El género fue descrito por Carlos Linneo y publicado en Species Plantarum 1: 425. 1753.
Etimología
Garidella: nombre genérico otorgado en honor de Pierre Joseph Garidel (1658-1737), botánico francés profesor en Aix.

## Especies
- Garidella anethifolia
- Garidella nigellaeformis
- Garidella nigellastrum
- garidella nigelloformis
- Garidella unguicularis